# ヘタリア キャラクターCD
「ヘタリア キャラクターCD」は、テレビアニメ『ヘタリア Axis Powers』のキャラクターソングが収録されているシングル。2009年3月25日から2010年3月24日にかけてフロンティアワークスから発売された。（販売元はメディアワークス）

## 概要
- Axis powers ヘタリアのキャラクターCDとしては第1シリーズ目となる。続いて第2シリーズ目にあたるヘタリア キャラクターCD II、第3シリーズ目にあたるアニメ「ヘタリア The World Twinkle」キャラクターCDも発売された。
- 2009年3月25日から2010年3月24日にかけて枢軸・連合の順に計8枚がリリースされた。なお、連合分となる5枚は当初発表されていた発売日から一ヶ月～二ヶ月の誤差をもって変更されている[1]。
- 収録内容はキャラクターソングとオフヴォーカル、ミニドラマの三部構成。歌詞には各国の衣・食・住文化が織り込まれている。
- ジャケットは、日丸屋秀和の描き下ろし。初回生産盤には、ジャケットイラストのトレーディングカードが封入されている。
- Vol.1 イタリア以外はオリコントップ10入りを果たし、最大でフランスの3位。ロシア、中国が共に5位以内に入る快挙を成し遂げている。
- 2017年7月5日に発売されたアルバムの『ヘタリア キャラクターソングCD The BEST Vol.1』に全16曲収録されているが、オフヴォーカルは未収録である。

## リリース一覧

### Vol.1 イタリア
- 歌うのはイタリア＝ヴェネチアーノとイタリア＝ロマーノ（共に浪川大輔）。2009年3月25日発売。
- ディスクジャケットはピザを持ったヴェネチアーノが描かれている。

1. お湯をひとわかししよう♪ [4:03]
歌：ヴェネチアーノ
作詞・作曲・編曲：紗希
2. おいしい☆トマトのうた [2:57]
歌：ロマーノ
作詞・作曲：YUMIKO、編曲：原田アツシ
3. ミニドラマ「俺たち兄弟だよ!」 [9:38]
台詞：安元洋貴・小野坂昌也
4. お湯をひとわかししよう♪（ヴェネチアーノ家出中ver.）
5. おいしい☆トマトのうた（ロマーノ家出中ver.）

### Vol.2 ドイツ
- 歌い手＝ドイツ（安元洋貴）。4月22日発売。

1. ゲルマン讃歌 〜俺はドイツ製〜 [3:47]
作詞：YUMIKO、作曲・編曲：出田慎吾
2. Einsamkeit [3:41]
作詞・作曲・編曲：Lo-Fi Socks
3. ミニドラマ「ポスター作ったよ」 [10:10]
4. ゲルマン讃歌 〜俺はドイツ製〜（俺は留守にしている!ver.）
5. Einsamkeit（俺は留守にしている!ver.）

### Vol.3 日本
- 歌い手＝日本（高橋広樹）。2009年5月27日発売。

1. 恐れ入ります、すみません。 [3:42]
作詞・作曲：紗希、編曲：Ikoman、編曲：原田アツシ
2. 日の出ずる国 ジパング  [4:59]
作詞・作曲・編曲：DY-T
3. ミニドラマ「イギリスと日本の妖怪文化」 [13:43]
台詞：小西克幸・小野坂昌也
4. 恐れ入ります、すみません。（申し訳ありません。ただいま留守にしておりますver.）
5. 日の出ずる国 ジパング（申し訳ありません。ただいま留守にしておりますver.）

### Vol.4 イギリス
- 歌い手＝イギリス（杉山紀彰）。2009年7月29日発売。

1. 絶対不敗英国紳士 [3:55]
作詞：江幡育子、作曲・編曲：磯江俊道
2. パブってGO! [3:03]
作詞・作曲：古城康行、編曲：原田アツシ
3. ミニドラマ「イギリスさんが風邪をひきました」 [14:31]
台詞：高橋広樹・小西克幸・小野坂昌也
4. 絶対不敗英国紳士（うん?今はティータイム中だぞver.）
5. パブってGO!（うん?今はティータイム中だぞver.）

### Vol.5 フランス
- 歌い手＝フランス（小野坂昌也）。2009年9月30日発売。
- ディスクジャケットには、フランスがワインとバラの花束を持っている様子が描かれている。

1. トレビアンな俺に抱かれ [3:40]
作詞：ENA☆、作曲・編曲：菊谷知樹
2. 立派 やっぱ パリ♪ [4:50]
作詞：紗希、作曲・編曲：DRA
3. オリジナルドラマ「イギリスと中世の髪と服」 [12:02]
4. トレビアンな俺に抱かれ（お兄さんは愛の旅路中ver.）
5. 立派 やっぱ パリ♪（お兄さんは愛の旅路中ver.）

### Vol.6 アメリカ
- 歌い手＝アメリカ（小西克幸）。2009年11月25日発売。

1. W・D・C 〜World Dancing〜 [4:01]
作詞：東川遥、作曲・編曲：Shingo☆Star
2. HAMBURGER STREET [4:58]
作詞・作曲・編曲：DY-T
3. ミニドラマ「イギリスとアメリカんちの幽霊」 [9:04]
台詞：浪川大輔・安元洋貴・高橋広樹・杉山紀彰・小野坂昌也・高戸靖広・甲斐田ゆき
4. W・D・C 〜World Dancing〜 〜ヒーローは変身中ver.〜
5. HUMBURGER STREET 〜ヒーローは変身中ver.〜

### Vol.7 ロシア
- 歌い手＝ロシア（高戸靖広）。2010年1月20日発売。

1. зима [4:48]
作詞：東川遥、作曲・編曲：出田慎吾
2. ペチカ〜ココロ灯して〜 [3:44]
作詞：渡邉美佳、作曲・編曲：末廣健一郎
3. オリジナルドラマ「G8メンバーについて考えようぜ！」 [21:30]
台詞：浪川大輔・安元洋貴・高橋広樹・杉山紀彰・小野坂昌也・小西克幸・甲斐田ゆき
4. зима （ひまわりを探しに・・・・・・うふふっ♪ver.）
5. ペチカ〜ココロ灯して〜 （ひまわりを探しに・・・・・・うふふっ♪ver.）

### Vol.8 中国
- 歌い手＝中国（甲斐田ゆき）。2010年3月24日発売。
- ディスクジャケットには、中国が桃饅頭と急須を持って踊っている様子が描かれている。

1. 你好★中国
作詞・作曲・編曲：紗希
2. あいやぁ四千年。
作詞・作曲・編曲：DY-T
3. オリジナルドラマ「アジアと西洋の祭り」
台詞：浪川大輔・安元洋貴・高橋広樹・杉山紀彰・小野坂昌也・小西克幸・高戸靖広
4. 你好★中国 〜夕飯の仕込み中あるver.〜
5. あいやぁ四千年。 〜夕飯の仕込み中あるver.〜